# Xã Perry, Quận Fayette, Ohio
Xã Perry (tiếng Anh: Perry Township) là một xã thuộc quận Fayette, tiểu bang Ohio, Hoa Kỳ. Năm 2010, dân số của xã này là 1.041 người.